# عمارت (إسفراين)
عمارت (بالفارسية: عمارت) هي قرية تقع في قسم زرق‌آباد الريفي (مقاطعة إسفراين) في إيران. يقدر عدد سكانها بـ 269 نسمة بحسب إحصاء 2016.